# Divan (meuble)
Pour les articles homonymes, voir divan.
 (janvier 2022).

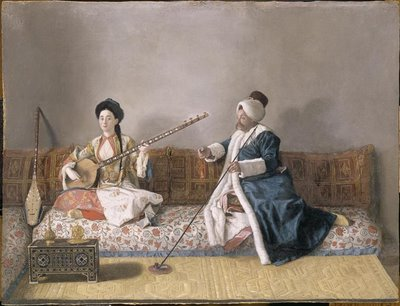
Portrait de Monsieur Levett et de Mademoiselle Glavani assis sur un divan en costume turc (Jean-Étienne Liotard, Musée du Louvre)

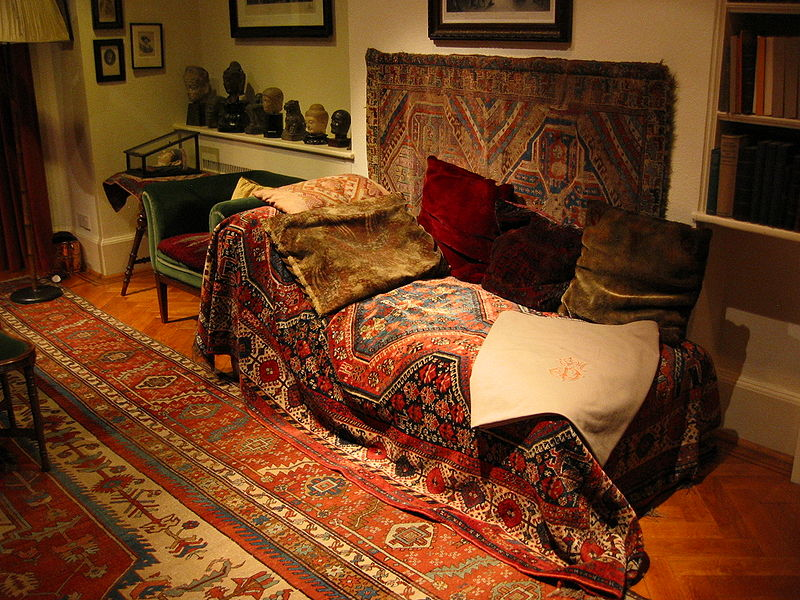
Le divan de Sigmund Freud au Freud Museum de Londres

Dans les sociétés occidentales contemporaines, le terme divan désigne un canapé sans dossier ni bras, agrémenté de coussins et pouvant éventuellement servir de lit. Il peut toutefois désigner un canapé standard en Belgique et au Canada.

## Histoire
« Placé dans la salle, le long du mur et recouvert de tapis d'Orient ou canins (du Caire), le coffre fait
l'office d'un divan »

— Les grandes scènes historiques du XVIe siècle : reproduction en fac-similé du recueil de J. Tortorel et J. Perrissin,  Jean Jacques Perrissin,  Jacques Tortorel
Son origine est orientale et il ne fait son apparition en France que vers la fin du XVIIIe siècle avec l'arrivée du courant orientaliste. Il désigne originellement la salle garnie de coussins et d'un sofa où se réunissait le conseil du Sultan de Turquie puis est associé au XIXe siècle à un café de style oriental.

Par extension il désigne dans les maisons orientales une salle garnie de coussins servant à la réception des hôtes.

C'est aujourd'hui sur ce meuble que l'on s'allonge lorsque nous nous rendons chez un psychanalyste. Dans le milieu médical en général, il est appelé divan d'examen.